# China Taipéi en los Juegos Olímpicos de Londres 2012
China Taipéi (Taiwán) estuvo representada en los Juegos Olímpicos de Londres 2012 por un total de 44 deportistas, 19 hombres y 25 mujeres, que compitieron en 14 deportes.
El portador de la bandera en la ceremonia de apertura fue el halterófilo Chen Shih-Chieh.

## Medallistas
El equipo olímpico obtuvo las siguientes medallas:
| Nombre         | Deporte      | Competición |
| -------------- | ------------ | ----------- |
| Oro            |              |             |
| Hsu Shu-Ching  | Halterofilia | 53 kg F     |
| Plata          |              |             |
| —              |              |             |
| Bronce         |              |             |
| Tseng Li-Cheng | Taekwondo    | –57 kg F    |